# Urna funerària

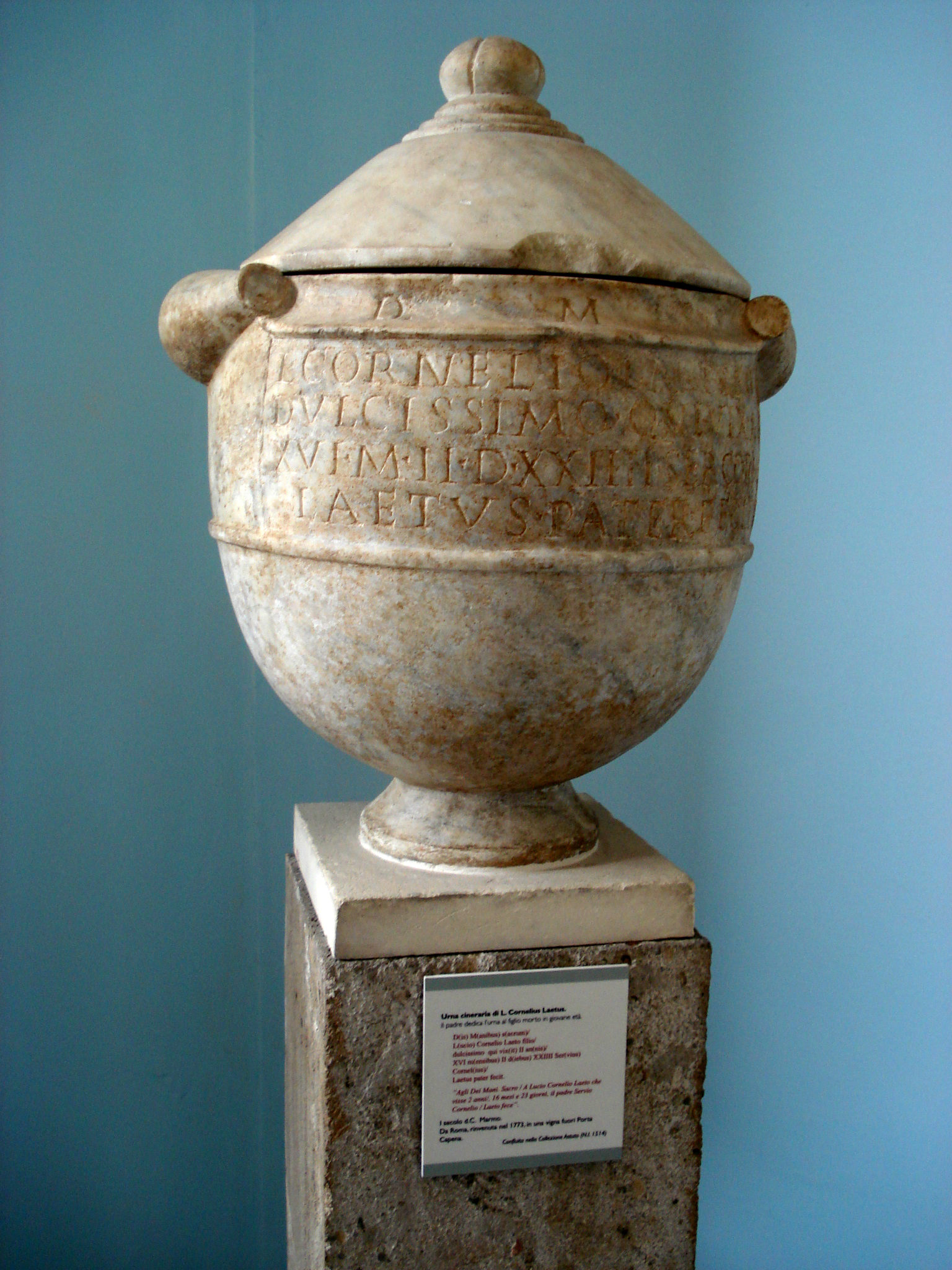
Urna funerària romana. Segle I, Museu arqueològic regional de Palerm

Una urna funerària o cinerària (del llatí cinis, -eris, cendra) és un vas tancat de pedra, bronze, marbre, alabastre, ceràmica o vidre, en el qual els parents d'un difunt recullen les seves cendres després de la incineració. Està destinada a rebre les cendres resultants d'una incineració, a diferència d'un reliquiari, que només en conté una part.

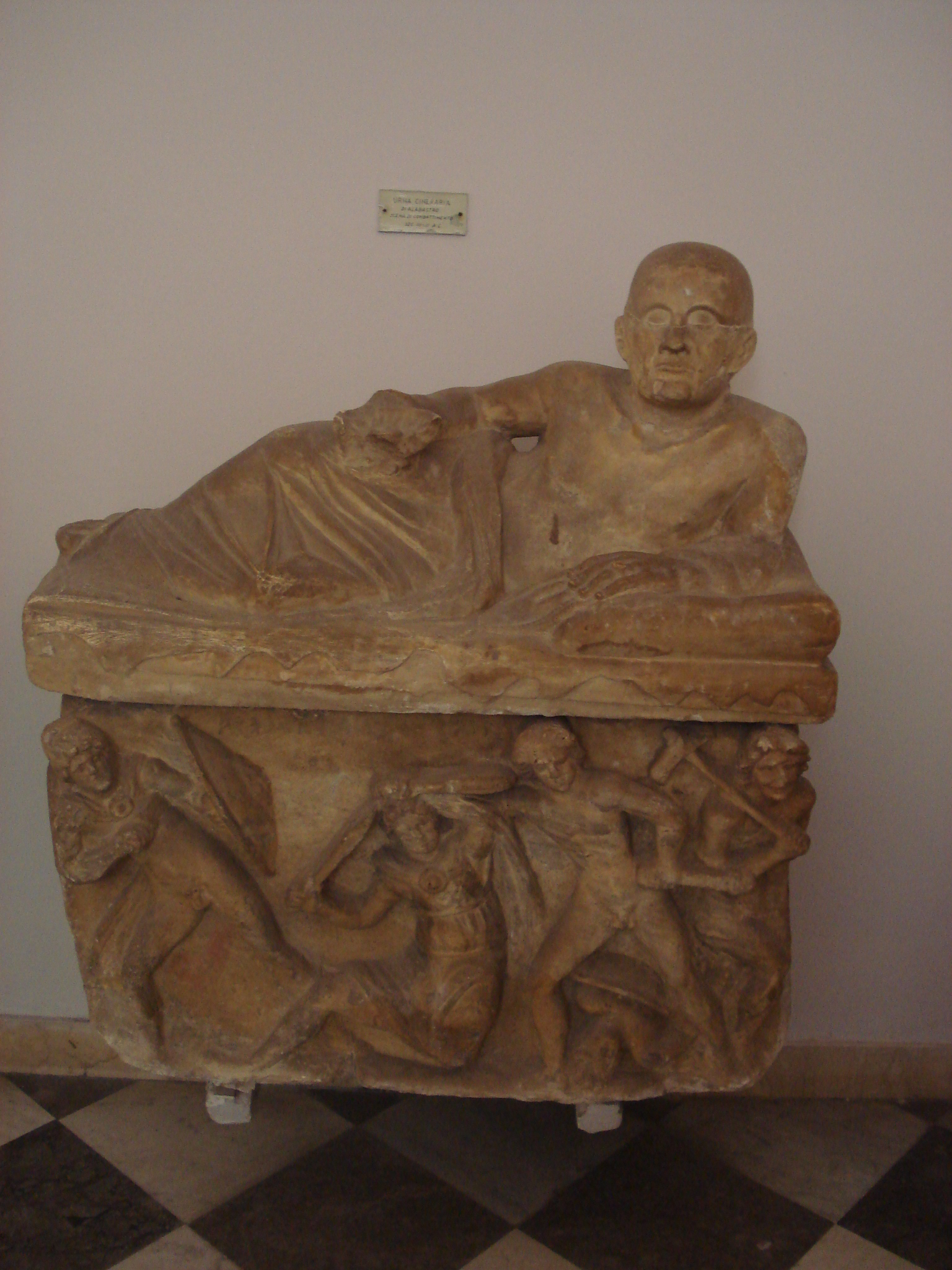
Urna funerària etrusca d'alabastre. Segle II -I aC, Palerm

## Història
Aquestes urnes s'han emprat en moltes civilitzacions que han practicat el ritu funerari de la incineració, com els Pithos a la Civilització minoica, a Etrúria i a la Roma. A Grècia rebien el nom de σορός -οῦ, ἡ. Els romans col·locaven les esmentades urnes (olla) en una fornícula familiar anomenada columbarium (literalment «colomar») o en un altar funerari. Algunes eren decorades i ornamentades amb cura. Les il·lustracions concerneixen principalment a la mitologia d'aquests pobles sobre el més enllà.
El descobriment d'urnes enterrades a l'Edat del Bronze en un camp Norfolk, el 1658, va portar l'anglès Thomas Browne a publicar una descripció, i a establir un paral·lelisme amb els ritus funeraris practicats a la seva època, en una obra titulada Hydriotaphia or Urn Burial (1658).
El Museu Etrusc Guarnacci de Volterra, a la Toscana, conté més de 600 urnes cineràries etrusques esculpides en tosca, alabastre i terracota.